# Mont Rous
Il Mont Rous o Mont Rouge (pron. fr. AFI: [mɔ̃ ʁus] e [mɔ̃ ʁuʒ] rispettivamente - Mung Ruus in töitschu) è una montagna di 3241 m s.l.m. delle Alpi Pennine, in Valle d'Aosta. Si trova in Valtournenche.
Sotto la vetta vi è il Ghiacciaio di Vofréde.

## Salita alla vetta

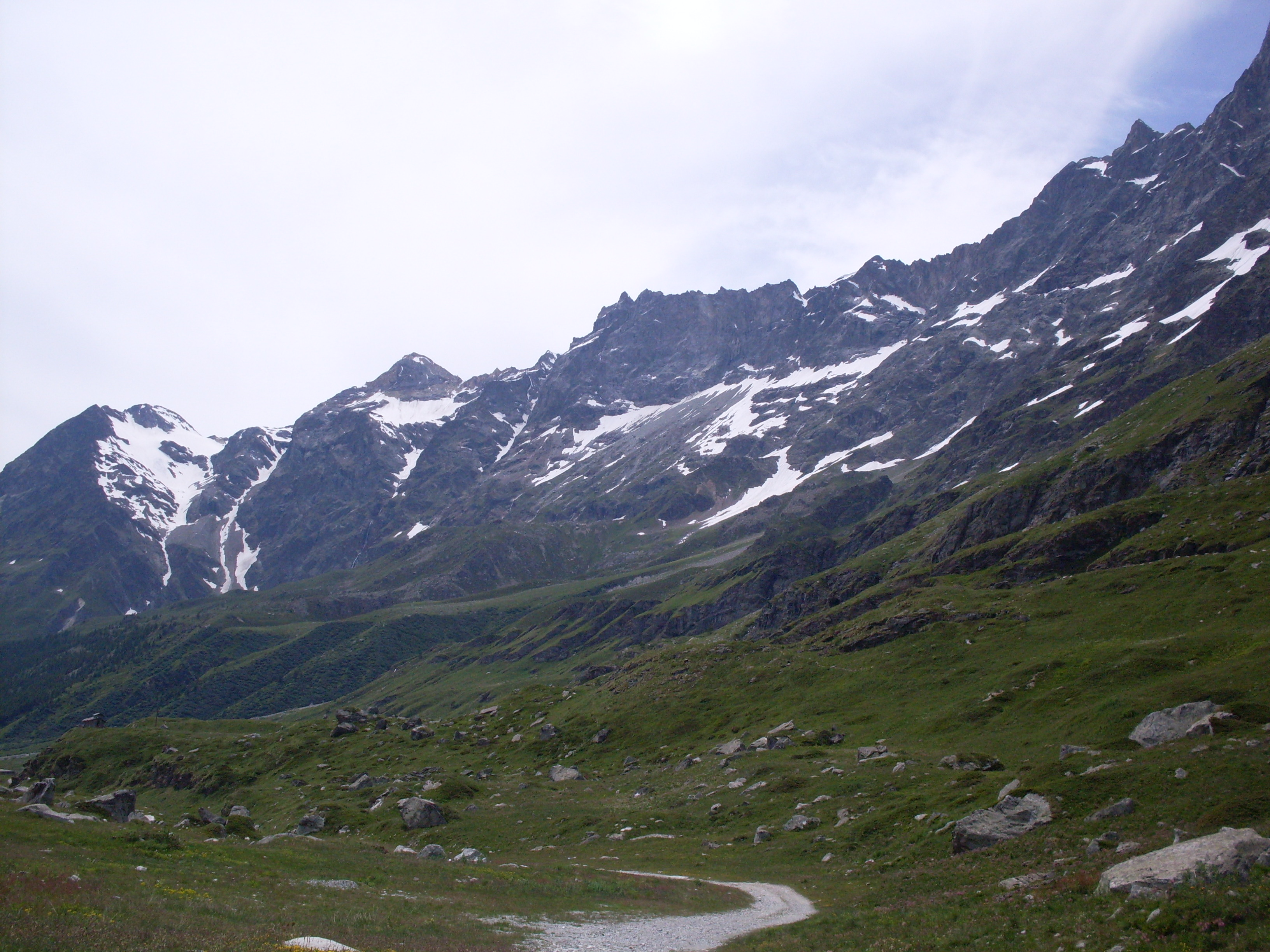
Le Petites Murailles e il Mont Rous (ultima cima a sinistra)

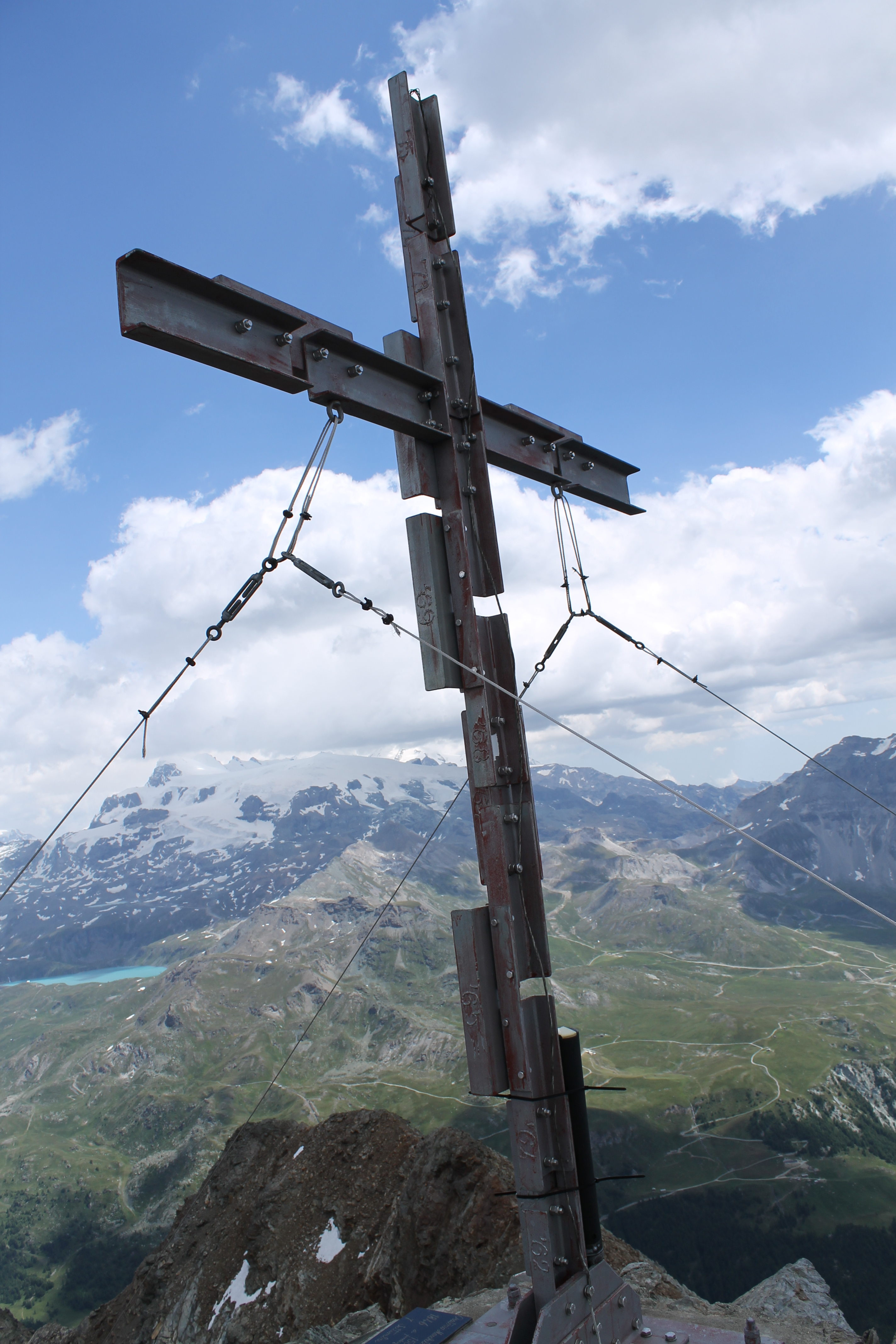
La croce sulla vetta

È possibile salire alla vetta partendo dal rifugio Perucca-Vuillermoz in circa 2 ore e 30 minuti, oppure partendo dalla località Avuil (1967 m.s.l.m.) e raggiungere la cima tramite la ferrata di Vofréde.